# Азотно-імпульсна обробка нафтових свердловин
Азотно-імпульсна обробка нафтових свердловин — призначена для збільшення нафтовидобутку шляхом вибіркового впливу імпульсами тиску, які створюють газогенератори, на локальні ділянки найбільшої нафтонасиченності в інтервалі перфорації свердловини. 

## Загальний опис
Ефект досягається за рахунок відновлення фільтраційних властивостей присвердловинної зони. Імпульси тиску руйнують кольматаційні утворення, збільшуючи проникність присвердловинної зони.
Областю застосування технології є низько дебітні і простоюючі свердловини. Азотно-імпульсна обробка може бути використана і для підвищення продуктивності діючих свердловин при регламентній заміні заглибного устаткування, а також для збільшення дебіту нагнітальних свердловин.
Газогенератори заряджаються азотом до тиску 100 атм. Комплект заглибних газогенераторів для п'яти- і шестидюймової обсадної колони встановлюють в інтервалі обробки пласта. В ході обробки протягом 1,0-1,5 метра уздовж стовбура свердловини генеруються імпульси тиску до 120,0-150,0 Мпа. При цьому залежно від стану зони обробки регулюються параметри імпульсного впливу по амплітуді, частоті і тривалості імпульсів. Час обробки свердловини не перевищує 24 годин. Весь комплекс устаткування змонтований в автомобілі підвищеної прохідності «Урал».
На родовищах компанії «ЮКОС» успішність обробок 50 свердловин склала 90%, в середньому їх дебіт зріс в 3,7 раза, а кількість відібраної нафти на одній свердловині збільшилося на 510 т.